# أبو عمر حسن
محمد إسماعيل درويش المعروف أيضًا باسم أبو عمر حسن هو سياسي فلسطيني قيادي في حركة حماس.  يشغل منصب رئيس مجلس شورى الحركة ويرأس المجلس القيادي المؤقت 

## حياته
ولد محمد إسماعيل درويش في مخيم اللاجئين بلبنان .
انضم إلى حركة حماس وغير معروف نشاطه لعدم الظهور في وسائل الإعلام. تعامل أبو عمر مع اقتصاد حركة حماس وقام ببنائه، بما في ذلك تحويل الإمدادات من إيران، واستثمارات الحركة في جميع دول العالم. 
يعيش حاليا في قطر، مع اللجنة القيادية الخماسية المشكلة لرئاسة المكتب السياسي لحركة حماس بعد مقتل يحيى السنوار. 